# Athylia vanessoides
Athylia vanessoides là một loài bọ cánh cứng trong họ Cerambycidae.